# Maryvonne Briot
Pour les articles homonymes, voir Briot.
Maryvonne Briot est une femme politique française, née le 4 février 1959 à Bussang (Vosges).

## Biographie
Élue députée le 16 juin 2002, pour la XIIe législature (2002-2007), dans la circonscription de la Haute-Saône (2e), Maryvonne Briot fait partie du groupe UMP. Durant son mandat, elle a notamment permis la création d'un ordre national des infirmiers.

## Mandats
- Membre du conseil municipal de Lure, Haute-Saône.